# Kolegium Europy Wschodniej im. Jana Nowaka-Jeziorańskiego we Wrocławiu
Kolegium Europy Wschodniej im. Jana Nowaka-Jeziorańskiego we Wrocławiu – fundacja założona w 2001 roku z inicjatywy Jana Nowaka-Jeziorańskiego z siedzibą w Zamku Wojnowice.
Pozostali założyciele: miasto Wrocław, województwo dolnośląskie, Zakład Narodowy im. Ossolińskich, Dom Spotkań im. Angelusa Silesiusa, Fundacja Krzyżowa i Stowarzyszenie na Rzecz Kultury Europejskiej. Misją Kolegium jest praca na rzecz budowy Europy Wschodniej jako wspólnoty ludzi wolnych. Dla Kolegium Europa nie jest pojęciem geograficznym, lecz etycznym, którą wyznaczają nie granice, ale ideały.
Kolegium jest wydawcą dwumiesięczników Nowa Europa Wschodnia i New Eastern Europe.
Najważniejsze programy realizowane przez Kolegium:
- Wydawnictwo KEW
- konferencja Polska Polityka Wschodnia
- polsko-niemieckie spotkania eksperckie
- seminarium polsko-czeskie
- warsztaty dla nauczycieli historii z UE i Rosji
- Wojnowicki Klub Dyskusyjny
- Seminarium Translatorskie „Tłumacze bez granic”
- Galeria KEW
- rezydencje literackie w Wojnowicach
- cykl koncertów w Zamku na wodzie w Wojnowicach.

W roku 2011 Kolegium Europy Wschodniej zbudowało we Lwowie Pomnik Pomordowanych Profesorów Lwowskich. Pomnik został zbudowany ze środków społecznych oraz miasta Wrocławia i Lwowa.
Jest laureatem m.in. Europejskiej Nagrody Obywatelskiej, przyznawanej przez Parlament Europejski, Nagrody Prezydenta Wrocławia, Nagrody Ministra Spraw Zagranicznych Ukrainy, Nagrody Kongresu Inicjatyw Europy Wschodniej w Lublinie (trzykrotnie).
Organami fundacji są: zarząd i rada fundacji. Zarząd stanowią trzy osoby: Laurynas Vaiciunas, prezes zarządu, Jan Andrzej Dąbrowski, wiceprezes zarządu, i Iwona Reichard, członkini Zarządu. Przewodniczący rady: Rafał Dutkiewicz. Honorowym przewodniczącym rady był Jan Nowak-Jeziorański i prof. Zbigniew Brzeziński.
Kolegium Europy Wschodniej prowadziło we Wrocławiu Regionalny Ośrodek Debaty Międzynarodowej (do roku 2015). Od 2014 roku jest właścicielem Zamku Wojnowice w Wojnowicach.